# 利波創造
利波 創造（となみ そうぞう、1966年1月25日 - ）は、日本のゲームシナリオライター。
日本シナリオ作家協会会員、日本ゲームシナリオライター協会会員。

## 略歴
富山県生まれ。大阪大学人間科学部人間科学科卒業後、にっかつ芸術学院映像科特別短期コース卒業し、1996年に株式会社メディアエンターテイメントにて企画兼シナリオライターとして勤務する。アニメ「怪盗セイント・テール」で脚本家としてデビュー。
1999年に退社した後、2000年から東京ゲームデザイナー学院・ゲーム企画シナリオライター科専任講師として勤め、2007年にはハイボリューム有限会社にてゲームシナリオ部門の事業本部長を兼任している。
2008年に東京ゲームデザイナー学院を退職し、日本マンガ塾・ストーリー系非常勤講師を務め、現在は文教大学 情報学部情報システム学科非常勤講師。

## 作品リスト

### テレビアニメ
- 怪盗セイント・テール（1995年 脚本 16 30 36話）
- 名探偵コナン（2001年 脚本）

### ゲーム
- ラーメン橋（1999年 PlayStation用ソフト 販売：トミー 開発：メディアエンターテイメント）
- 取調べンチャー山さん[3][出典無効]（2002年 Palm OS用ソフト）
- 取調べンチャー山さん2（2002年 Palm OS用ソフト）
- 永遠の愛を探して…[4]（2003年 Palm OS用ソフト）
- SIMPLE 2000シリーズ Vol.67 THE推理 〜そして誰もいなくなった〜（2004年 PlayStation 2用ソフト 販売：ディースリー・パブリッシャー 開発：トムキャットシステム 全20話中9話）
- SIMPLE 2000シリーズ Vol.70 THE 鑑識官（2005年 PlayStation 2用ソフト 販売：ディースリー・パブリッシャー 開発：トムキャットシステム 全10話中4話）
- SIMPLE DSシリーズ Vol.8 THE 鑑識官 〜緊急出動!事件現場をタッチせよ!〜（2006年 ニンテンドーDS用ソフト 販売：ディースリー・パブリッシャー 開発：トムキャットシステム 全８話中３話）
- SIMPLE DSシリーズ Vol.15 THE 鑑識官2 〜新たなる8つの事件をタッチせよ〜（2007年 ニンテンドーDS用ソフト 販売：ディースリー・パブリッシャー 開発：トムキャットシステム 全８話中３話）
- SIMPLE DSシリーズ Vol.41 THE 爆弾処理班（2008年 ニンテンドーDS用ソフト 販売：ディースリー・パブリッシャー 開発：トムキャットシステム 全８話中３話）
- ガリレオ（2008年 ニンテンドーDS用ソフト 販売：ディースリー・パブリッシャー 開発：トムキャットシステム 全５話中４話）
- SIMPLE DSシリーズ Vol.47 THE推理 ～新章2009〜（2009年 ニンテンドーDS用ソフト 販売：ディースリー・パブリッシャー 開発：トムキャットシステム 全20話中2話）
- 山田悠介アドベンチャー　パズル　ぼくらの４８時間戦争（2009年 PSP 用ソフト 発売：角川書店）
- 天下統一☆恋の乱（2009年 携帯アプリ 配信：GREE 開発：ボルテージ）
- ラジアントヒストリア（2010年 ニンテンドーDS用ソフト 販売：アトラス 開発：アトラス ヘッドロック）
- キケンな恋の最前線 -特別警護課- （2013年 携帯アプリ 配信開発：JVCネットワークス）
- 魔法少女大戦 TACTICS（2014年 PCブラウザ 開発：DMMゲームズ）
- ぼくらの七日間戦争 ～友情アドベンチャー～（2015年 ニンテンドー3DS用ソフト 販売：ディースリー・パブリッシャー 開発：トムキャットシステム トムキャットシステム）
- ぼくらの学校戦争 ～痛快アドベンチャー～（2015年 ニンテンドー3DS用ソフト 販売：ディースリー・パブリッシャー 開発：トムキャットシステム トムキャットシステム）
- 神々の悪戯 InFinite（2016年 PSP / PS Vita用ソフト 販売：ブロッコリー）
- 神航の地平線（2016年 PCブラウザ / iOS / Android 開発：DMMゲームズ）
- STYLIT MAKE YOUR OWN STYLE（2019年 iOS / Android 配信開発元：Rubycuve）
- WORLD FLIPPER（2019年 iOS / Android 配信開発元：Cygames / Citail）
- 少女廻戦 時空恋姫の万華境界へ（2021年 iOS / Android 配信開発元：ONEMT JAPAN）
- おしりたんてい ププッ みらいのめいたんていとうじょう！（2021年 Nintendo Switch用ソフト 販売：日本コロムビア 開発：アプシィ）
- カテゴリーⅠ～死線上のサバイバー（2022年 Nintendo Switch用ソフト 販売 開発：オレンジ）
- サスペクツルーム～警視庁門前署取調班～（2024年 Nintendo Switch用ソフト 販売 開発：オレンジ）

### アダルトゲーム
- お前のオンナを寝取ってやる ～昔ヤったオンナは今は白衣の天使。旦那の前で心も身体も弄んで寝取る（2012年 material）
- モテすぎて修羅場なオレ（2013年 プラリネ）
- 願いの欠片と白銀の契約者（2013年 propeller）
- 他の女の子とＨをしているオレを見て興奮する彼女（2013年 material）
- 桜舞う乙女のロンド（2013年 ensemble）
- 夏夜に悶える七人の誘女（2017年 Guilty）
- 虜ノ絆 〜奪われた学園に響く処女の喘ぎ〜（2020年 Guilty）
- Nightmare×Onmyoji ～禁断のパラドックス～（2020年 Guilty Nightmare Project）
- Nightmare×vampire ～復讐のインフェルノ～ （2021年 Guilty Nightmare Project）
- 虜ノ姉妹 ～淫らに弄ばれる運命の迷い子～（2021年 Guilty）
- Nightmare×Deathscythe ～叛逆のレゾナンス～（2021年 Guilty Nightmare Project）
- 女体でもてなす接待旅館（2022年 Guilty Dash）
- 虜ノ翼 ～舞台裏で淫らに踊る処女人形～（2022年 Guilty）
- アイドルのナマ配信（2022年 Guilty Dash）
- Nightmare×NobleBlood～裏切りのアビス～（2022年 Guilty Nightmare Project）
- Spoofing -莉帆のなりすまし調査-（2022年 Guilty' Dash）
- カノジョの性癖-盗聴×妄想-（2023年 Guilty' Dash）
- 虜ノ誓～仲間のために身体を賭ける処女オトメの仁義～（2023年 Guilty）
- Nightmare×Maverick ～災厄のレヴェナント～（2023年 Guilty Nightmare Project）
- 虜ノ麗 ～男の園に紛れこんだ一輪の紅い花～（2024年 Guilty）

### 書籍
- Nightmare×Onmyoji ～禁断のパラドックス～（2021年 オトナ文庫）
- Nightmare×vampire ～復讐のインフェルノ～（2022年 オトナ文庫）
- Nightmare×Deathscythe ～叛逆のレゾナンス～（2022年 オトナ文庫）
- 女体でもてなす接待旅館（2022年 オトナ文庫）
- 単身不倫 -寝取られたら寝取り返すバイ返し- （2023年 オトナ文庫）
- 虜ノ絆 ～奪われた学園に響く処女の喘ぎ～ （2023年 オトナ文庫）
- 俺の上であがく六人の伽女 （2024年 オトナ文庫）
- 夏夜に悶える七人の誘女 （2024年 オトナ文庫）